# Gunungidia rubiginosa
Gunungidia rubiginosa är en insektsart som beskrevs av Zhang et Kuoh. Gunungidia rubiginosa ingår i släktet Gunungidia och familjen dvärgstritar. Inga underarter finns listade i Catalogue of Life.